# Shopping Metrô Tatuapé
O Shopping Metrô Tatuapé é um centro comercial da zona leste da cidade de São Paulo, capital do estado brasileiro homônimo. Localiza-se no bairro do Tatuapé, conectado à estação de metrô e CPTM Tatuapé, na face sul. É cercada por locais importantes do bairro, como a Rua Tuiuti, a Radial Leste e a Praça Sílvio Romero.
Em comunhão com o Shopping Metrô Boulevard Tatuapé (situado na face norte da estação) forma o Complexo Comercial Tatuapé. O complexo comercial é frequentado diariamente por aproximadamente 150.000 pessoas e tem iniciativas culturais comuns.
Conta com mais de trezentas lojas e uma praça de alimentação com capacidade para 1.200 pessoas que podem se servir de trinta restaurantes.
O centro comercial foi inaugurado em 27 de outubro de 1997 e tem uma área construída de 121 mil metros quadrados dividida em quatro pisos e mais de duas mil vagas de estacionamento.

## Projeto Caminhada
O Shopping Tatuapé abre diariamente das 7 as 10 da manhã para que idosos possam se exercitar nos corredores e estacionamentos do shopping antes da abertura ao público. O projeto conta com mais de 700 participantes.